# Liste der Botschafter der Vereinigten Staaten beim Heiligen Stuhl
Die Liste der Botschafter der Vereinigten Staaten beim Heiligen Stuhl bietet einen Überblick über die Leiter der diplomatischen Vertretung der Vereinigten Staaten beim Heiligen Stuhl seit der Aufnahme diplomatischer Beziehungen im Jahr 1847 sowie erneut 1984. Die inoffiziellen Vertreter im Zeitraum 1940 bis 1984 sind ebenfalls gelistet.

## Missionschefs
| Amtszeit                                            | Name                                             | Anmerkung                                        |
| Gesandte der Vereinigten Staaten im Kirchenstaat    | Gesandte der Vereinigten Staaten im Kirchenstaat | Gesandte der Vereinigten Staaten im Kirchenstaat |
| --------------------------------------------------- | ------------------------------------------------ | ------------------------------------------------ |
| 1779–1867                                           | John B. Sartori                                  | nur konsularische Beziehungen                    |
| 1779–1867                                           | Felix Cicognani                                  | nur konsularische Beziehungen                    |
| 1779–1867                                           | George Washington Greene                         | nur konsularische Beziehungen                    |
| 1779–1867                                           | Nicholas Browne                                  | nur konsularische Beziehungen                    |
| 1779–1867                                           | William C. Sanders                               | nur konsularische Beziehungen                    |
| 1779–1867                                           | Daniel LeRoy                                     | nur konsularische Beziehungen                    |
| 1779–1867                                           | Horatio V. Glenthworth                           | nur konsularische Beziehungen                    |
| 1779–1867                                           | William James Stillman                           | nur konsularische Beziehungen                    |
| 1779–1867                                           | Edwin C. Cushman                                 | nur konsularische Beziehungen                    |
| 1779–1867                                           | David M. Armstrong                               | nur konsularische Beziehungen                    |
| 1848                                                | Jacob L. Martin                                  | Geschäftsträger                                  |
| ? – 1858                                            | Lewis Cass junior                                | ab 1854 Gesandter                                |
| 1858 – 1861                                         | John P. Stockton                                 | Gesandter                                        |
| 1861/62? – 1862                                     | Alexander W. Randall                             | Gesandter                                        |
| 1862? – 1863?                                       | Richard M. Blatchford                            | Gesandter                                        |
| ? – 1867                                            | Rufus King                                       | Gesandter                                        |
| 1867–1984 keine diplomatischen Beziehungen          |                                                  |                                                  |
| Persönlicher Beauftragter des Präsidenten           |                                                  |                                                  |
| 1940–1950                                           | Myron C. Taylor                                  |                                                  |
| 1951–1969 keine diplomatischen Beziehungen          |                                                  |                                                  |
| 1970–1977                                           | Henry Cabot Lodge junior                         |                                                  |
| 1978–1981                                           | Robert F. Wagner junior                          |                                                  |
| 1981–1984                                           | William A. Wilson                                |                                                  |
| Botschafter der Vereinigten Staaten im Vatikanstadt |                                                  |                                                  |
| 1984–1987                                           | William A. Wilson                                | Botschafter                                      |
| 1987–1989                                           | Frank Shakespeare                                | Botschafter                                      |
| 1989–1993                                           | Thomas Patrick Melady                            | Botschafter                                      |
| 1993–1997                                           | Raymond Flynn                                    | Botschafter                                      |
| 1997–2000                                           | Lindy Boggs                                      | Botschafterin                                    |
| 2000–2001                                           | Joseph Merante                                   | Geschäftsträger                                  |
| 2001–2005                                           | Jim Nicholson                                    | Botschafter                                      |
| 2005–2008                                           | Francis Rooney                                   | Botschafter                                      |
| 2008–2009                                           | Mary Ann Glendon                                 | Botschafterin                                    |
| 2009–2012                                           | Miguel H. Díaz                                   | Botschafter                                      |
| 2012–2013                                           | Mario Mesquita                                   | Geschäftsträger                                  |
| 2013–2017                                           | Ken Hackett                                      | Botschafter                                      |
| 2017–2021                                           | Callista Gingrich                                | Botschafterin                                    |
| 2021–2022                                           | Patrick Connell                                  | Chargé d’affaires                                |
| 2022–2025                                           | Joe Donnelly                                     | Botschafter                                      |
| 2024–2025                                           | Laura Hochla                                     | Chargé d’affaires                                |
| 2025                                                | Brian Burch                                      | Botschafter                                      |